# 배희경
배희경(1992년 9월 28일~)은 대한민국의 골프 선수이다.